# Буратіно (балет)
«Буратіно» («Буратіно і Чарівна скрипка») – балет на 2 дії Юрія Шевченка, лібрето Едуарда Яворського, Віктора Литвинова [Архівовано 3 лютого 2021 у Wayback Machine.] та Юрія Шевченка за мотивами казки Олексія Толстого «Золотий ключик або Пригоди Буратіно». Ідею створення балету Юрію Шевченку підказав балетмейстер Віктор Литвинов. Композитор працював над балетом чотири роки (з перервами). «Буратіно» став першим великим балетом композитора Юрія Шевченка. Твір вийшов жвавим, невимушеним й різнобарвним. Партитуру балету композитор присвятив пам'яті свого маленького сина, якого забрала тяжка невиліковна хвороба.

## Прем'єра
Прем’єра балету відбулася у Національній опері України – 27 жовтня 2007 року. Вибір балету був невипадковим, оскільки Національна опера України прагнула розширити дитячий репертуар. Керівництво театру вважало, що діти мають відчувати атмосферу високого мистецтва, тому у виставі були залучені провідні артисти балету, грали кращі музиканти оркестру.
Поновлення вистави у Національній опері України відбулося 20 травня 2018 року. Постановку скоротили, обидві дії зробили коротшими, балет став динамічнішим. Класична хореографія балету вдало поєднана із сучасними елементами. Відтоді Національна опера України постійно запрошує маленьких глядачів на виставу.

### Постановний склад[7]
Диригент-постановник – народний артист України Герман Макаренко (дебют диригентом-постановником).
Балетмейстер-постановник – народний артист України Віктор Литвинов
Художник-постановник – заслужений художник України Наталія Кучеря [Архівовано 14 лютого 2021 у Wayback Machine.]
Художник костюмів – заслужений художник України Наталія Кучеря

### Виконавці прем’єрної вистави 2018 року[8]
Буратіно – Віталій Нетруненко [Архівовано 13 лютого 2021 у Wayback Machine.]
Мальвіна – заслужена артистка України Юлія Кулик [Архівовано 26 січня 2021 у Wayback Machine.]
Пудель Артемон – Марія Ткаленко
Лисиця Аліса – заслужена артистка України Тетяна Андрєєва [Архівовано 23 квітня 2021 у Wayback Machine.]
Кіт Базиліо – Володимир Кутузов [Архівовано 14 лютого 2021 у Wayback Machine.]
Тато Карло – Олексій Коваленко
Карабас-Барабас – Руслан Авраменко [Архівовано 14 лютого 2021 у Wayback Machine.]
Господиня таверни – Ірина Борисова [Архівовано 26 січня 2021 у Wayback Machine.]
Коти драні – Роман Завгородній [Архівовано 14 лютого 2021 у Wayback Machine.], Микита Соколов
Розбійники – заслужений артист України Олексій Потьомкін [Архівовано 26 січня 2021 у Wayback Machine.], Владислав Ромащенко [Архівовано 23 квітня 2021 у Wayback Machine.]

## Сюжет
Дія перша
Вистава у театрі Карабаса-Барабаса. Динамічний танець акторів-маріонеток, серед яких лисиця Аліса й кіт Базиліо, красуня Мальвіна й пудель Артемон. Карабас підганяє акторів. Мальвіна не витримує і падає. Виставу зірвано.
Тато Карло ремонтує ляльки у своїй майстерні. Лунає вальс, майстер милується ляльками й уявляє, як вони виступають на сцені театру Мрії. Поліно в руках майстра стогне, покрикує і перетворюється на хлопчика. Буратіно оживає під звуки Чарівної Скрипки. Хлопчик робить перші кроки. Щасливий тато вчить його рухатися. Лисиця Аліса і кіт Базиліо приносять до майстерні зламану Мальвіну. Тато Карло ремонтує механізм ляльки. Буратіно допомагає Мальвіні заново навчитися ходити. Кроки Мальвіни стають впевненіші, вона набуває колишньої грації. Пара вальсує. Тато Карло грає на Чарівній скрипці. Лисиця Аліса й кіт Базиліо повертаються до майстерні. Вони хочуть забрати Мальвіну до театру Карабаса-Барабаса. Закохані втікають.
Урок хореографії у балетній школі Карабаса-Барабаса. З’являється новий учень – Буратіно. Він кривляється, жартує і веселить ляльковий народ. Дебют Буратіно в театрі Карабаса. Стрімким галопом біжать і кружляють ляльки-актори. У центрі – Буратіно – улюбленець публіки.
Лисиця Аліса і кіт Базиліо готують різні капості лялькам. Та щоразу Буратіно руйнує їхні плани. Врешті підбиває друзів втікати з театру. Карабас-Барабас зі своїми прибічниками шукає втікачів.
Дія друга
Карабас-Барабас та його вірнопіддані ось-ось наздоженуть втікачів. Та Буратіно із друзями виявляються спритнішими. Придорожня таверна. Господиня таверни танцює з розбійниками. До таверни вбігають Буратіно із друзями й ховаються під широчезною спідницею Господині таверни… Ще мить і вбігає Карабас зі своїми прибічниками. Розлючений Карабас-Барабас прикипів поглядом до Господині таверни. Господиня з симпатією поглядає на Карабаса. Буратіно дає стусанів Карабасу-Барабасу, але той не реагує на його витівки. Компанія в мирі та злагоді крокує до театру тата Карло – театру Мрії.
З’являється Скрипаль – тато Карло. Всіма заволодіває мелодія Чарівної Скрипки. Під звуки вальсу театр Мрії вітає героїв. Під одним дахом зібралися усі колишні актори Карабаса: витівник Буратіно, красуня Мальвіна, лисиця Аліса й кіт Базиліо, Карабас-Барабас із Господинею таверни.

## Цікаві факти
- У 2011 році у Київському театрі опери та балету для дітей та юнацтва з’явився балет «Бармалей» дуже тісно пов’язаний з «Буратіно», тому що на 100% базується на тій самій музиці. До композитора Юрія Шевченка звернувся диригент Олексій Баклан, який добре знав музику «Буратіно», з пропозицією створити дитячий балет на сюжет «Бармалея». Олексій Баклан написав лібрето, інакше переосмислив та перекомпонував музичні фрагменти. Усе вийшло органічно. З 2011 року ця вистава у постійному репертуарі театру.[9][10]
- Балет Юрія Шевченка "Буратіно" увійшов до програм з "Мистецтва" Нової української школи.[11][12] Учням для слухання на першому уроці пропонуються контрастні за настроєм і музичним матеріалом фрагменти: перша дія перша картина "Галоп" і перша дія друга картина "Тато Карло". Перший — стрімкий танець, який виконують ляльки-маріонетки, другий — лірична тема майстра-скрипаля Тата Карло. На другому уроці учні слухають ще два фрагменти (також контрастні за музичним матеріалом і характером): друга дія перша картина "У таверні" (яскравий та комічний танок героїв казки лисиці Аліси та кота Базіліо) та друга дія друга картина "У царстві Мрій" (ліричний мрійливий вальс Мальвіни та інших героїв казки). [13]